# Robert Zemeckis

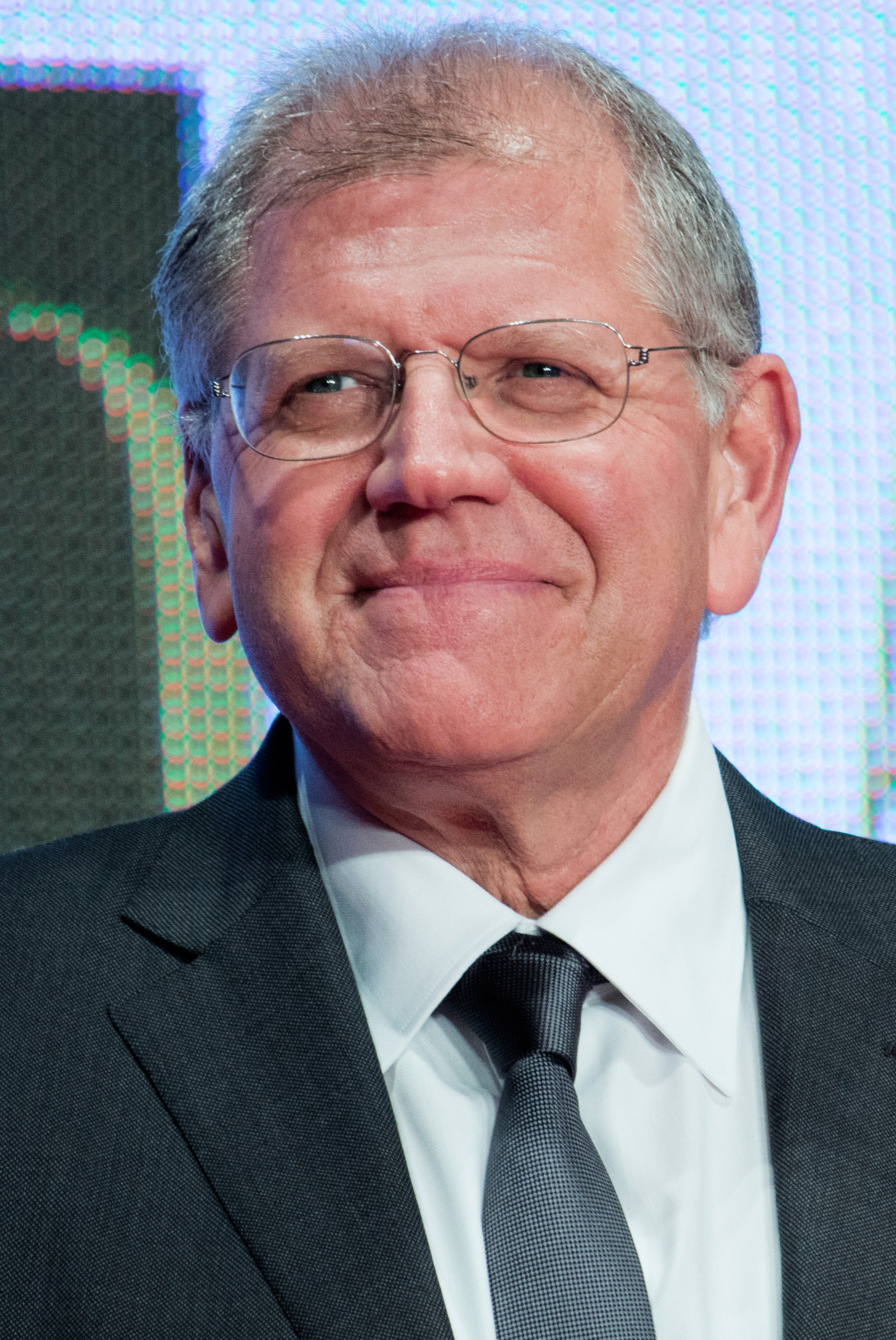
Robert Zemeckis (2015)

Robert Lee Zemeckis [ziːˈmekɪs] (* 14. Mai 1952 in Chicago, Illinois) ist ein US-amerikanischer Regisseur und Filmproduzent. Seine Regiearbeit an Forrest Gump wurde 1995 mit einem Oscar prämiert, ebenso wurde er mehrfach für seine Film-Trilogie Zurück in die Zukunft ausgezeichnet.

## Leben
Zemeckis wurde in Chicago als Sohn eines litauisch-amerikanischen Vaters und einer italo-amerikanischen Mutter geboren und wuchs in einer katholischen Arbeiterfamilie auf.
Bereits als Kind liebte Zemeckis Film und Fernsehen und war von der 8-mm-Filmkamera seines Vaters begeistert. Nachdem er damit bereits Familienfeste und Urlaubserlebnisse gefilmt hatte, begann er, kleine Dokumentarfilme mit Freunden zu drehen, in denen er auch Spezialeffekte einzubauen versuchte. Der Film Bonnie and Clyde faszinierte ihn dermaßen, dass er beschloss, eine Filmschule zu besuchen.
Zemeckis opferte eigenen Aussagen zufolge viel Lebenszeit, nur um im Filmgeschäft Karriere zu machen. „Mit 44 Jahren gewann ich einen Academy Award, aber ich bezahlte dafür mit meiner Lebenszeit der 20er. Diese Dekade meines Lebens von der Filmschule bis 30 war nichts als Arbeit, nichts als absolutes, getriebenes Arbeiten. Ich hatte kein Geld und kein Leben.“
Im Jahr 1980 heiratete Zemeckis die Schauspielerin Mary Ellen Trainor, mit der er einen Sohn namens Alexander hat. Diese Beziehung stand immer im Spannungsverhältnis mit seinem filmischen Schaffen und endete im Jahr 2000 mit der Scheidung. Im Folgejahr heiratete er die Schauspielerin Leslie Harter.
Politisch betätigte sich Zemeckis wiederholt als Wahlkampfsponsor für die Demokratische Partei.

## Karriere
Seine Abenteuerkomödie Auf der Jagd nach dem grünen Diamanten war Zemeckis’ erster großer Erfolg, welcher ihm die Realisierung des 1985 erschienenen, ebenfalls sehr erfolgreichen Filmklassikers Zurück in die Zukunft ermöglichte, für den er zusammen mit Bob Gale auch das Drehbuch verfasste und dem 1989/90 zwei Fortsetzungen zur Trilogie folgten. Zemeckis erhielt 1995 den „Oscar“ in der Kategorie „Beste Regie“ im Film Forrest Gump mit Tom Hanks in der Hauptrolle. Er führte auch Regie bei Falsches Spiel mit Roger Rabbit, Contact und Cast Away – Verschollen (erneute Zusammenarbeit mit Hanks).
Robert Zemeckis hat bis jetzt acht Filme mit einem Einspielergebnis von je über 100 Millionen Dollar in den Vereinigten Staaten geschaffen. Er gehört zu den treuesten Weggefährten Steven Spielbergs. Spielberg produzierte fast alle seine Filme, und Robert Zemeckis schrieb auch das Drehbuch für den Steven-Spielberg-Film 1941 – Wo bitte geht’s nach Hollywood. 
Robert Zemeckis gründete 1998 mit Steve Starkey und Jack Rapke die Produktionsfirma ImageMovers, welche jedoch 2007 von der Walt Disney Company gekauft und in ImageMovers Digital umbenannt wurde. Die Partnerschaft mit Disney endete bereits 2010 wieder. Zudem gründete er zusammen mit Joel Silver und Gilbert Adler die auf Horrorfilme spezialisierte Produktionsfirma Dark Castle Entertainment.
Zemeckis’ Film Der Polarexpress wurde per Motion Capture komplett computeranimiert hergestellt und stellt die dritte Zusammenarbeit mit Tom Hanks dar. Nach Die Legende von Beowulf entstammt Charles Dickens’ Disneys Eine Weihnachtsgeschichte ebenfalls reiner Computerarbeit mit gleicher Technik. In diesem Film fungierte Jim Carrey als menschliches Vorbild für die künstlich generierte Computerfigur.
Seit Auf der Jagd nach dem grünen Diamanten sind die Regiearbeiten von Robert Zemeckis durch die Filmmusik des Komponisten Alan Silvestri geprägt (Ausnahme: Drei Wege in den Tod). Beginnend mit Zurück in die Zukunft (1985) bis zu Cast Away – Verschollen (2000) verband ihn eine enge Zusammenarbeit mit dem Filmeditor Arthur Schmidt. 2012 drehte Zemeckis mit seiner Frau Leslie Zemeckis die Dokumentationen Bound by Flesh über die siamesischen Zwillinge Daisy und Violet Hilton.

## Filmografie

### Regisseur
- 1972: The Lift (Kurzfilm)
- 1973: A Field of Honor (Kurzfilm)
- 1978: I Wanna Hold Your Hand
- 1980: Mit einem Bein im Kittchen (Used Cars)
- 1984: Auf der Jagd nach dem grünen Diamanten (Romancing the Stone)
- 1985: Zurück in die Zukunft (Back to the Future)
- 1988: Falsches Spiel mit Roger Rabbit (Who Framed Roger Rabbit)
- 1989: Zurück in die Zukunft II (Back to the Future Part II)
- 1990: Zurück in die Zukunft III (Back to the Future Part III)
- 1991: Drei Wege in den Tod (Two-Fisted Tales, Teil 3.)
- 1992: Der Tod steht ihr gut (Death Becomes Her)
- 1994: Forrest Gump
- 1997: Contact
- 2000: Schatten der Wahrheit (What Lies Beneath)
- 2000: Cast Away – Verschollen (Cast Away)
- 2004: Der Polarexpress (The Polar Express)
- 2007: Die Legende von Beowulf (Beowulf)
- 2009: Disneys Eine Weihnachtsgeschichte (A Christmas Carol)
- 2012: Flight
- 2015: The Walk
- 2016: Allied – Vertraute Fremde (Allied)
- 2018: Willkommen in Marwen (Welcome to Marwen)
- 2020: Hexen hexen (The Witches)
- 2022: Pinocchio
- 2024: Here

### Produzent
- 1992: Der Reporter (The Public Eye)
- 1996: The Frighteners
- 1997: Contact
- 1999: Haunted Hill
- 2000: Schatten der Wahrheit (What Lies Beneath)
- 2000: Cast Away – Verschollen (Cast Away)
- 2001: 13 Geister (Thir13en Ghosts)
- 2001: Das Ritual – Im Bann des Bösen (Ritual)
- 2002: Ghost Ship
- 2003: Tricks (Matchstick Men)
- 2003: Gothika
- 2004: Der Polarexpress (The Polar Express)
- 2005: House of Wax
- 2006: Noch einmal Ferien (Last Holiday)
- 2006: Monster House
- 2007: The Reaping – Die Boten der Apokalypse (The Reaping)
- 2007: Die Legende von Beowulf (Beowulf)
- 2012: Flight
- 2015: The Walk
- 2016: Allied – Vertraute Fremde (Allied)
- 2018: Willkommen in Marwen (Welcome to Marwen)
- 2018: Manifest
- 2020: Hexen hexen (The Witches)
- 2021: Finch
- 2022: Pinocchio
- 2024: Here

### Drehbuchautor
- 1972: The Lift (Kurzfilm)
- 1973: A Field of Honor (Kurzfilm)
- 1978: I Wanna Hold Your Hand
- 1979: 1941 – Wo bitte geht’s nach Hollywood (1941)
- 1980: Mit einem Bein im Kittchen (Used Cars)
- 1985: Zurück in die Zukunft (Back to the Future)
- 1989: Zurück in die Zukunft II (Back to the Future Part II)
- 1990: Zurück in die Zukunft III (Back to the Future Part III)
- 1992: Trespass
- 2004: Der Polarexpress (The Polar Express)
- 2009: Disneys Eine Weihnachtsgeschichte (A Christmas Carol)
- 2015: The Walk
- 2018: Willkommen in Marwen (Welcome to Marwen)
- 2020: Hexen hexen (The Witches)
- 2022: Pinocchio
- 2024: Here

### Serien
- 1976: Kolchak: The Night Stalker
- 1986: Unglaubliche Geschichten (Amazing Stories: Go to the Head of the Class)
- 1989–1995: Geschichten aus der Gruft (Tales from the Crypt)

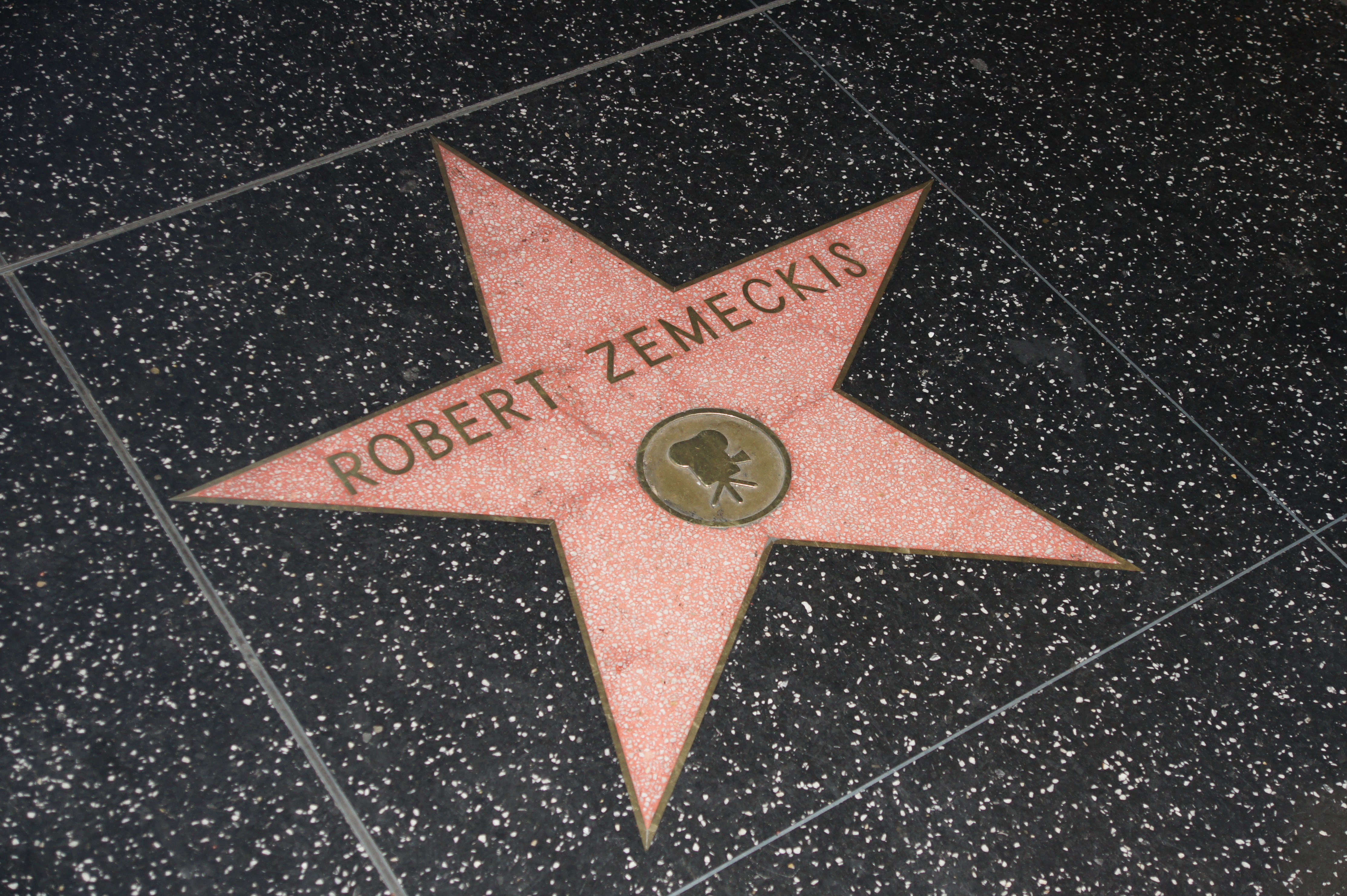
Robert Zemeckis Stern auf dem Hollywood Walk of Fame

- 2019–2020: Project Blue Book

## Auszeichnungen
| Platz | Film                  |
| ----- | --------------------- |
| 11    | Forrest Gump          |
| 31    | Zurück in die Zukunft |

### Academy Award
- 1995: Oscar für die Beste Regie (Forrest Gump)

Nominierung
- 1986: Oscar für das Beste Originaldrehbuch (Zurück in die Zukunft)

### Golden Globe Awards
- 1995: Golden Globe für die Beste Regie (Forrest Gump)

Nominierung
- 1986: Golden Globe für das Beste Filmdrehbuch (Zurück in die Zukunft)

### Goldene Himbeere
Nominierung
- 2023: Goldene Himbeere für den Schlechtesten Film (Pinocchio)
- 2023: Goldene Himbeere für die Schlechteste Regie (Pinocchio)
- 2023: Goldene Himbeere für das Schlechteste Drehbuch (Pinocchio)